# Arsenal
Pour les articles homonymes, voir Arsenal (homonymie).
« Arsenaux » redirige ici. Pour les articles homophones, voir Arsenault, Arseneau, Arseneault et Arceneaux.
Dans le sens premier du terme, un arsenal est un établissement militaire, qui peut être « royal » ou « national », un lieu où l'on construit, entretient, répare et préserve les navires de guerre et où leurs équipements et avitaillements sont assurés. Dans un sens moderne datant du XVIIe siècle, en dehors de toute référence exclusive au monde maritime, l'arsenal désigne un lieu de fabrication des armes et des munitions. Il indique par extension au siècle suivant un dépôt de matériel militaire et d'armes, ou, de façon triviale, une grande quantité d'armes.

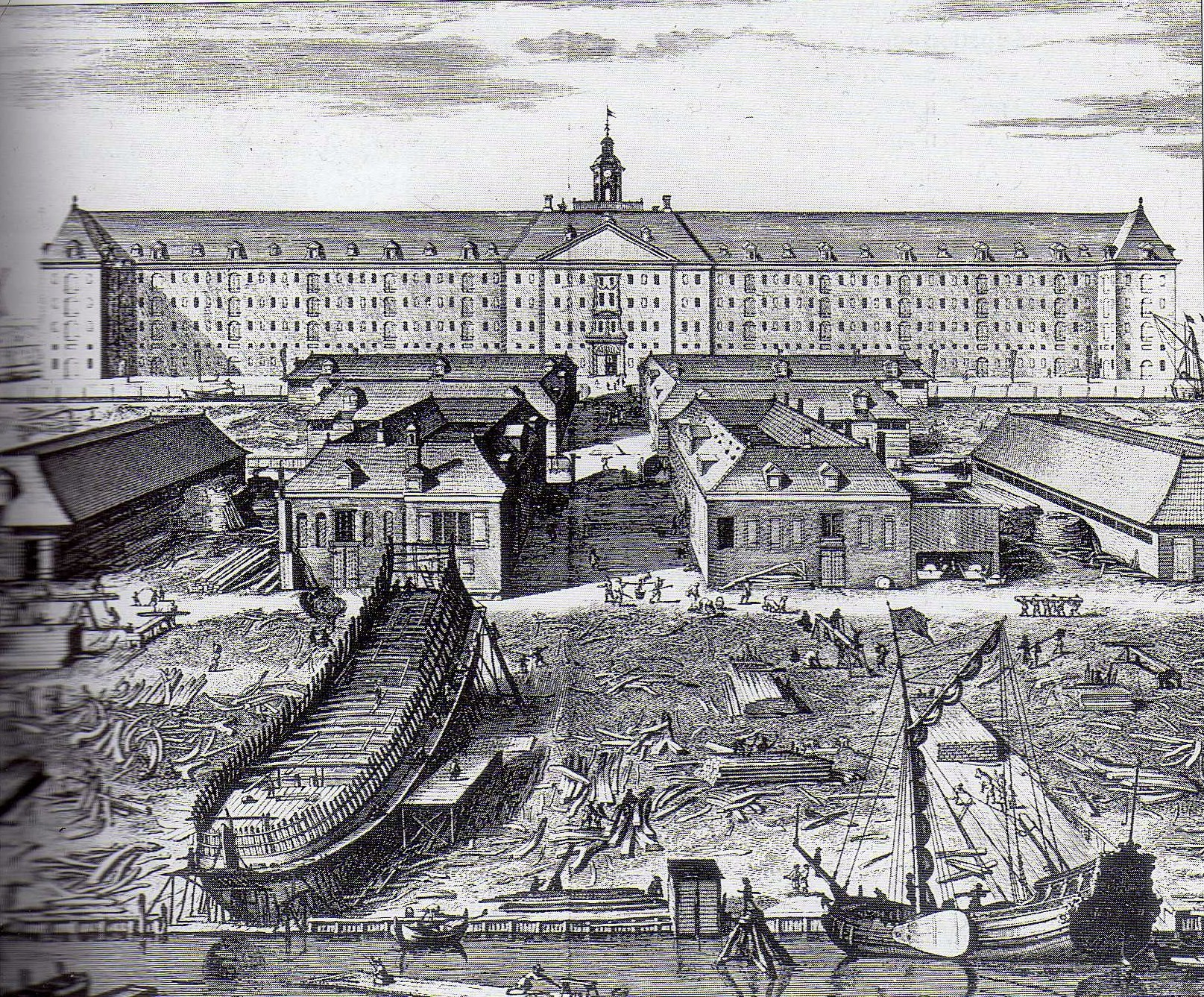
L'arsenal et le chantier naval de la VOC à Amsterdam, vers 1650

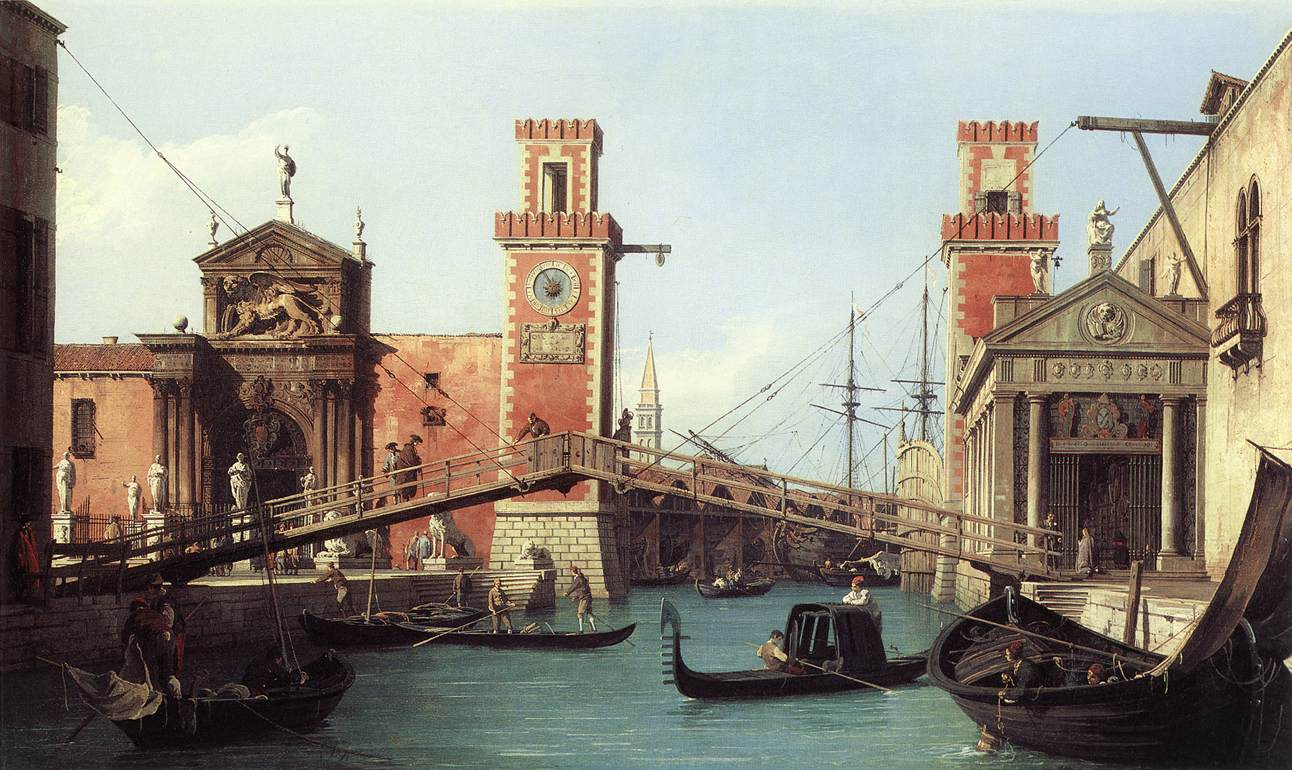
L'entrée de l'Arsenal, à Venise. Peint par Canaletto, 1732.

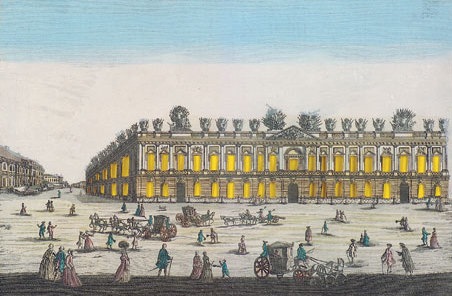
Arsenal de Berlin (31 x 42.7 cm. par Remondini, vers 1780)

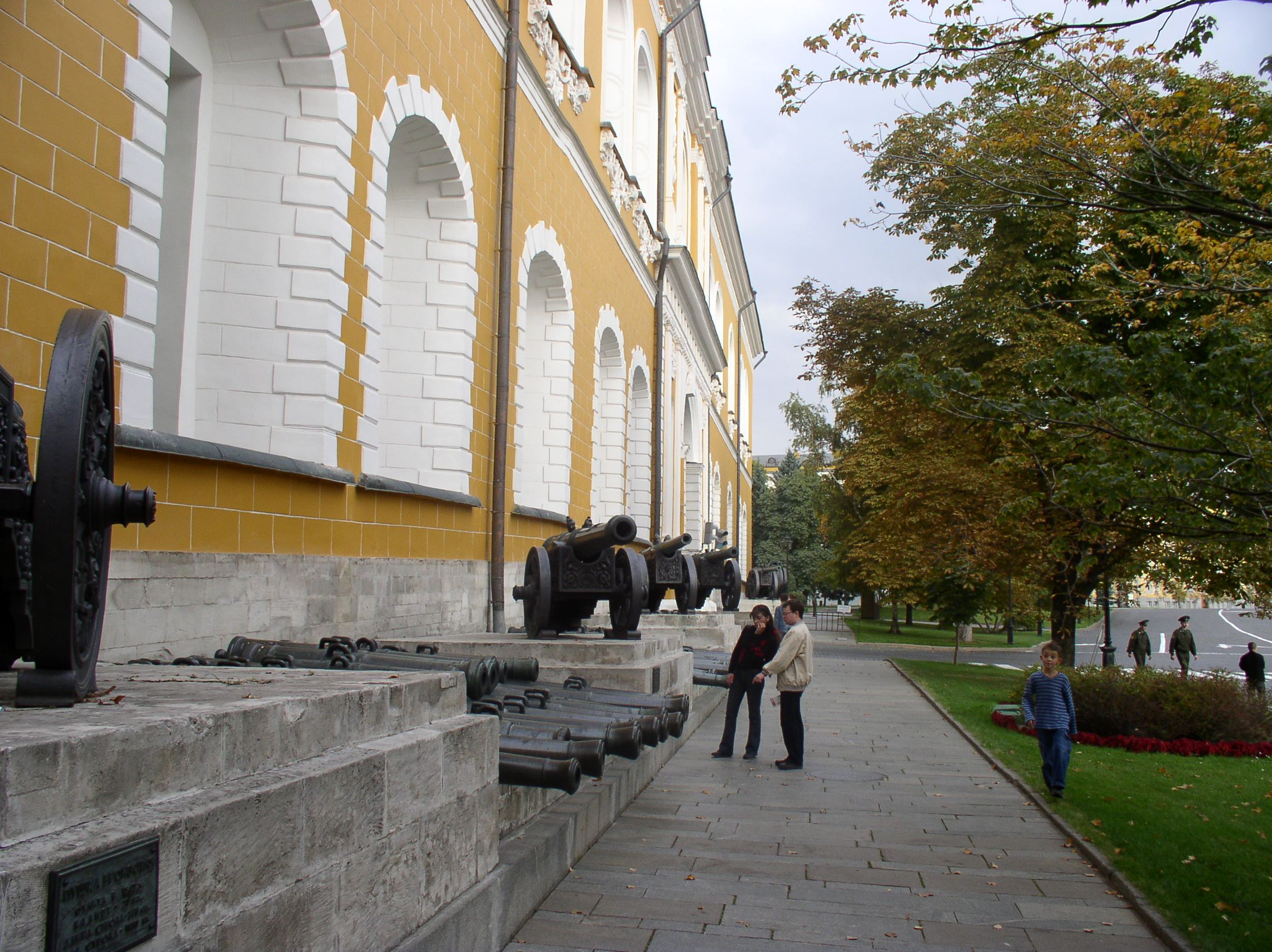
Canons de l'armée napoléonienne exposés devant l'arsenal de Moscou

## Étymologie
dār as-sinā'a ou dar'as san'a signifie dans le monde arabo-musulman du IXe siècle une « maison de commerce » ou « maison de fabrication », en particulier navale. Ce terme se diffuse au XIe siècle, probablement avec les rudiments des techniques navales, dans l'espace français atlantique et le long des rivages catalans de la Méditerranée. Parmi ses héritages, notons la darse qui désigne à l'origine le bassin de réparation.
Le mot « arsenal » n’apparait en français sous son sens complètement préservé qu'au XIIIe siècle. L'expression sémitique passe d'abord par diverses formes dans les langues romanes et notamment les dialectes italiens ; le mot en dialecte toscan de Pise tersanala et en napolitain tarcenale donne l'ancien français tarsenal. Le vénitien a ajouté un article idi ou d' avec sa variante d'arzana précoce, qui se transforme en arzana, terme qui désigne l'arsenal de Venise en 1104. Ce centre prestigieux de construction et de réparation des navires de la flotte de la Sérénissime est intégralement reconstruit au XIVe siècle. C'est un peu auparavant à cette source que les dialectes français du monde de la mer ont puisé les multiples variantes arsenail, arsenac, arsenal, archenal (1395)…
L'espagnol darsena et atarazanal pourrait être emprunté directement à l'univers mozarabe.
D'une manière générale, le modèle vénitien est prépondérant jusqu'au XVIe siècle. Il est à l'origine de « arzanale » ou arzana en italien, de l'espagnol tardif « arsenal » peut-être par le français qui usaient des deux formes arsenac ou arsenal encore au XVIIe siècle.
Des origines antérieurement supposées telles qu’arx Navalis, (« citadelle navale »), arx senatus (citadelle de Venise, etc.), ont été écartées. Le monde maritime européen connaît partout le mot et la fonction de l'arsenal au XVIIIe siècle. Notons que l'amiral provient directement du superlatif de l'émir ou chef de l'arsenal, soit emir'al, c'est-à-dire le très grand chef.

## Définition
Si, à l'origine, ces établissements sont liés à la fabrication navale ou à la marine de guerre, le terme sert au XVIIIe siècle à nommer divers dépôts d'armes et de matériel pour les armées de terre françaises.
Ainsi, l'arsenal de Paris, qui ne subsiste plus, de nos jours, que sous le nom de la Bibliothèque de l'Arsenal et d'un métro (Métro Arsenal), n'avait pas de lien direct avec la marine, ne servant qu'à entreposer des armes pour la défense de la capitale du royaume.
Les arsenaux ne sont pas toujours portuaires ; on en trouve sur les fleuves, voire en pleine terre (dans ce cas, pour éloignement de frontières pouvant être menacées). Pour donner quatre exemples : Toulon, Rochefort, Bourges et Tarbes.

### Les fonctions d'un arsenal
Dans les cales sèches ou à quai, on construit, entretient et répare des navires de guerre et leurs armements.
On y stocke des munitions (conventionnelles et à certaines époques chimiques, éventuellement sous-marines). Les fonctions des arsenaux ont évolué, depuis l'époque des navires en bois, de la poudre en tonneaux et des boulets de canon, aux armes sophistiquées du XXe siècle, dont aéroportées et sous-marines (torpilles, missiles, missiles anti-missiles, leurres, grenades sous-marines, armes nucléaires, chimiques, bactériologiques, etc.).

## Histoire de l'Arsenal

### En Europe
Venise a été le premier pays à se doter d'un arsenal (1104). Il n'existe à ce jour pas d'armée européenne et donc pas d'arsenal européen.

#### Arsenaux français

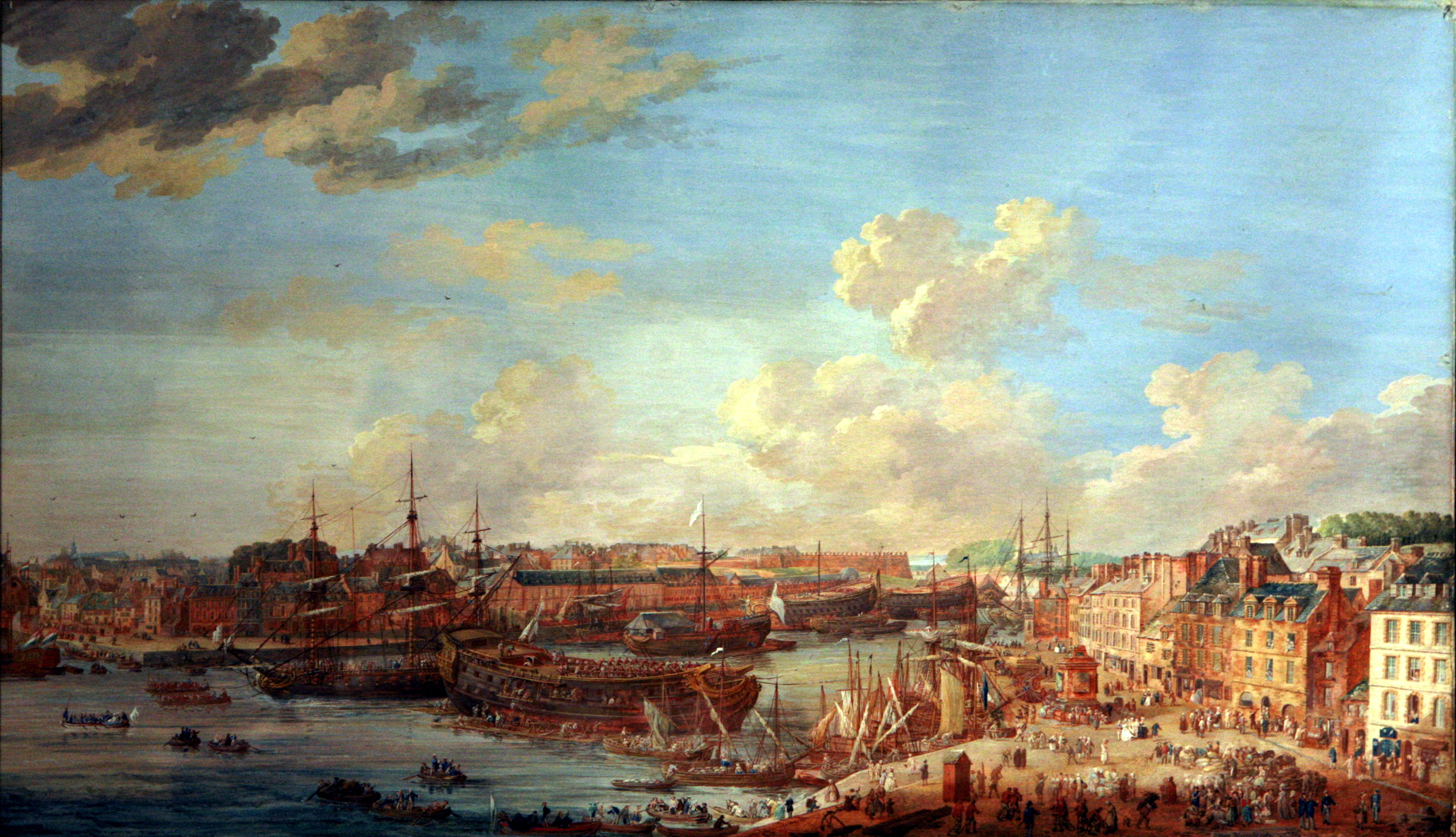
Louis-Nicolas Van Blarenberghe. Le Port de Brest. L'arsenal de Brest

Le Clos aux galées est créé, à Rouen, en 1292. En 1517, c'est l'arsenal du Havre qui est installé sur le Port puis l'arsenal de Toulon est créé par Henri IV pour la façade méditerranéenne. Des arsenaux sont ensuite installés à Paris, Brest, à Brouage. En 1666, c'est celui de Rochefort, construit par Colbert sur ordre de Louis XIV.
Au XVIIIe siècle, un nouvel arsenal est créé à Cherbourg. En 1789, les deux principaux arsenaux sont ceux de Brest et de Toulon. Durant le XVIIIe siècle et au début du XIXe siècle, l'Arsenal des galères à Marseille est transféré à Toulon. Les Galères disparaissent comme corps militaire autonome en 1748, elles sont rattachées à la Marine. Le transfert à Toulon permet à la marine d'utiliser le travail des bagnards pour construire les grands voiliers de ligne, qui demandent beaucoup de main d'œuvre, le travail forcé du bagne permet de répondre à cette demande. La Darse de Villefranche-sur-Mer (française depuis 1860) abrite toujours les bâtiments de l’ancien arsenal du royaume de Piémont-Sardaigne créé au XVIIIe siècle. 
En 1815, la France dispose de 8 grands arsenaux, dans les villes d'Auxonne, Douai, Grenoble, La Fère, Metz, Rennes, Strasbourg et Toulouse. Après 1871, Metz et Strasbourg passent aux Allemands et on voit apparaître Bourges, Versailles et Vincennes.
Outre-mer, la IIIe République établira des arsenaux à Bizerte, Oran et Dakar, ainsi qu'en Asie (Tonkin, arsenal de Saïgon, etc.), généralement administrés par un ingénieur naval.
En 1917, le ministre de la guerre Albert Thomas décide la construction de l'arsenal de Roanne.
Fin 1934 fut créé à Villacoublay l'Arsenal de l'aéronautique, établissement public chargé avec des moyens industriels de développer les nouvelles armes aériennes dont la France avait besoin. Privatisé en 1949 sous la dénomination de SFECMAS, l'Arsenal de l'aéronautique a réalisé un avion remarquable, l'Arsenal VG 33.
À la fin des deux guerres mondiales, les arsenaux des pays en conflits se sont trouvés débordés par des stocks énormes de munitions, dont une partie a été démantelée ou reconditionnée, et une autre partie détruite ou immergée.
En 2000, la France compte encore sept grands arsenaux : Cherbourg, Brest, Toulon, Lorient, Saint-Tropez, Indret et Ruelle.

#### Arsenaux anglais
- Royal Arsenal
- Chatham (Kent)
- Bristol
- Kingston-upon-Hull

#### Arsenaux espagnols
À Barcelone, les Drassanes sont les plus anciens arsenaux européens dont les bâtiments existent toujours.

#### Arsenaux italiens
Les premiers arsenaux maritimes militaires construits en Europe au Moyen Âge étaient ceux des républiques maritimes italiennes.
Dans les républiques maritimes
Parmi les plus importantes des républiques maritimes sur le plan historique :
- Arsenale di Venezia
- Arsenale di Genova[3]
- Arsenale di Gaeta[4]
- Arsenale di Ancona[4]
- Arsenale di Amalfi[5],[4]
- Arsenale di Pisa[6]
- Arsenale di Ragusa[7],[4]

Dans les États en phase de pré-unification
Dans le royaume de Sardaigne, le premier était l'arsenal de Villafranca, depuis 1750, et en 1815 l'arsenal de Gênes à la Darsena, en 1857 transféré à Varignano de La Spezia. Dans le royaume de Sicile, il y avait depuis 1601 celui de Palerme. Dans le royaume de Naples depuis 1587 celui de la capitale et depuis 1780 aussi celui de l'arsenal royal de Castellammare di Stabia. La marine papale avait son arsenal à Civitavecchia.
Arsenaux militaires maritimes
Ce sont les principaux arsenaux militaires de la Regia Marina et de la Marina Militare depuis 1861.
- Arsenale militare marittimo della Spezia (Arsenal militaire maritime de La Spezia)
- Arsenale militare marittimo di Augusta (Arsenal militaire maritime d'Augusta)
- Arsenale militare marittimo di Messina (Arsenal militaire maritime de Messine)
- Arsenale militare marittimo di Taranto (Arsenal militaire maritime de Tarente)
- Arsenale militare marittimo di Venezia (Arsenal militaire maritime de Venise)
- Arsenale militare marittimo di Napoli (Arsenal militaire maritime de Naples)
- Arsenale militare marittimo di Brindisi (Arsenal militaire maritime de Brindisi)
- Arsenale militare marittimo di La Maddalena (Arsenal maritime militaire de La Maddalena)

Avec le décret du ministère de la défense du 20 janvier 1998, il a été décidé de fermer définitivement les arsenaux de Naples, de Messine et de La Maddalena, ne laissant à la marine que trois d'entre eux en activité en Italie :
- Augusta[8]
- Tarente
- La Spezia

#### Arsenaux, sécurité et environnement
Les arsenaux posent des questions de sécurité, mais aussi environnementales. 
Outre que ce sont des lieux qui ont été visés durant les guerres passées, avec donc des séquelles de guerre incluant des émissions de toxiques (incendies, bombardements, etc), les sédiments portuaires (ou fluviaux) ont souvent conservé de nombreux métaux lourds perdus par les chantiers navals, le carénage des coques ou leur peinture antifooling